# Dame Kʼawiil Ajaw
Dame Kʼawiil Ajaw ou Ix Kʼawiil Ekʼ (617-682), est une reine régnante de la civilisation maya de Cobá de 640-682,.
Nous ne savons pas comment elle a accédé au trône et ni quel est son lien avec ses prédécesseurs. Elle semble avoir succédé à un dirigeant masculin. Il est probable qu'elle soit la fille, la petite-fille ou la nièce de son prédécesseur. Elle ne semble pas être la première femme dirigeante de Cobá. Des preuves archéologiques semblent attester d'une autre reine régnante, également nommée DameKʼawiil Ajaw I, porte le titre de kaloomteʼ, et est considérée comme la fondatrice de la dynastie Cobá à la fin du Ve ou au début du VIe siècle. D'autres preuves archéologiques montrent qu'une deuxième femme, a régné vers l'an 600 (Che'enal). Dame Kʼawiil Ajaw II semble donc être au moins la troisième femme à diriger la cité-État.
Elle porte le titre de kaloomteʼ (« guerrière supérieure »), qui est un titre très élevé dans la culture maya contemporaine et qui n'est pas porté par tous les dirigeants. Elle est représentée sur la Stèle 1 de Cobá. Le devant de la Stèle 5 représente probablement le mari de Dame Kʼawiil Ajaw. Il n'est représenté qu'une seule fois, alors qu'elle est représentée plusieurs fois, ce qui signifie qu'elle détient le pouvoir et qu'il est simplement son époux.
Sur la stèle qu'elle a commandée, elle est représentée marchants sur plus d'une douzaine de captifs sous ses pieds, un nombre plus grand que n'importe quelle autre reine maya et plus que presque n'importe quel autre roi maya. Ses portraits la montrent régulièrement portant une ceinture avec des masques de jade. Des éléments de costume que l'on ne retrouve autrement que dans les portraits d'hommes.
De nombreux monuments de Cobá attestent du règne de Dame Kʼawiil Ajaw II. Elle a elle-même commandé les stèles 1 et 5 de Cobá. Son règne a eu lieu pendant une période d'âge d'or de Cobá, avec une continuité politique, une prospérité économique et un pouvoir expansionniste et une présence militaire importante, et n'est pas de vassal de Calakmul, comme ont pu l'être de nombreux autres États mayas à cette époque. Les Yaxuná sont soit conquis par Cobá, soit consolidées en tant que possession pendant son règne. Elle est peut-être la monarque qui a ordonné la construction de la célèbre chaussée de Cobá, Sacbe 1, entre Cobá et Yaxuná. K'awiil Ajaw a mené avec succès des campagnes militaires qui ont conduit à l'expansion du territoire de Cobá.
Elle semble avoir été remplacée par le roi Chan Yopaat en 682. Des preuves archéologiques et des inscriptions de Tikal et Edzná suggèrent que le pouvoir de Cobá a diminué peu de temps après sa mort.

### Lectures complémentaires
- Une reine guerrière du septième siècle a-t-elle construit la plus longue route des Mayas ? Surnommé la « route blanche » en l'honneur de son pavage de calcaire, le sentier de 62 milles est une merveille d'ingénierie comparable aux pyramides mayas. Thérèse Machemer. Correspondant. 6 mars 2020
- L'archéologie du Yucatan, édité par Travis W. Stanton
- Des hiéroglyphes mayas décodés révèlent le nom d'une puissante dirigeante : « Lady Yopaat » Après dix ans de recherches, la ville de Cobá révèle ses secrets aux archéologues
- Travis W. Stanton, L'archéologie du Yucatán : nouvelles orientations et données

## Source
- (en) Cet article est partiellement ou en totalité issu de l’article de Wikipédia en anglais intitulé « Lady Kʼawiil Ajaw » (voir la liste des auteurs).